# Эйлсбери-Вейл
Эйлсбери-Вейл (англ. Aylesbury Vale) — неметрополитенский район (англ. non-metropolitan district) в графстве Бакингемшир (Англия). Административный центр — город Эйлсбери.

## География
Район расположен в юго-восточной части графства Бакингемшир, граничит с графством Хартфордшир. Название района происходит от возвышенности Чилтерн-Хилс.

## История
Район был образован 1 апреля 1974 года в результате объединения боро Эйлсбери и Бакингем и сельских районов (англ. Rural District) Эйлсбери (англ.), Бакингем (англ.), Уинг (англ.) и части сельского района Уинслоу (англ.).

## Состав
В состав района входит 3 города:
- Бакингем
- Уинслоу
- Эйлсбери

и 111 общин (англ. civil parish).